# ロドニー・ニーダム
ロドニー・ニーダム（Rodney Needham, 1923年4月15日 - 2006年12月4日）はイギリスの社会人類学者。

## 経歴
ロンドン大学東洋アフリカ研究学院およびオックスフォード大学マートン・カレッジで社会人類学を専攻した。1953年に学位論文『プナンの社会組織』を提出してオックスフォード大学から博士号を取得した。
1951年から1952年まで、ボルネオ島のプナン族社会を調査する。1953年から1955年にわたってマレーシアのシワン社会(Cheq Wong people)をフィールド調査した。その後1956年から1976年までオックスフォード大学社会人類学講座の講師として勤務し、1971年から1976年までマートン・カレッジのフェロー（研究員）を務めた。1976年にはオックスフォード大学教授、オールソールズ・カレッジのフェローとなった。1990年にオックスフォード大学を定年退職した。

## 研究内容・業績
- ニーダムはエドマンド・リーチやメアリ・ダグラスと並び、イギリスにフランス流の構造主義を持ち込み、定着させた人物として挙げられる。
- 「単配合的」(monothetic)や「多配合的」(polythetic)という概念・方法論[2]を人類学に導入し、ウィトゲンシュタインの提唱した家族的類似についての研究に大きく貢献した。
- 大学教員としても有望かつ有能な学者として学生に人気が高く、またファン・ヘネップやロベール・エルツのような当時、顧みられなかった人物の功績を再発見し、彼らの著作の翻訳作業を行った。

## 著作
- 1962 Structure and sentiment.
  - (邦訳『構造と感情　人類学ゼミナール４』三上暁子訳　弘文堂　1977年6月　ISBN  9784335500541)
- 1971 Rethinking kinship and marriage
- 1972 Belief, language and experience
- 1973 Right and left. Essay on dual symbolic classifiction.
- 1974 Remarks and inventions.Skeptical essays about kinship.
- 1975 Polythetic classification: Convergence and consequences
- 1978 Primordial characters
- 1978 Essential perplexities
- 1979 Symbolic classification 
  - (邦訳『象徴的分類』吉田禎吾・白川琢磨訳　みすず書房　1993年3月　ISBN  9784622036456)
- 1980 Reconnaissances, U. of Toronto Press ISBN 0802023657
- 1981 Circumstantial deliveries, Berkeley: University of California Press, ISBN 0585281114
  - (邦訳『人類学随想　岩波現代選書　１１０』江河徹訳　岩波書店　1986年6月　ISBN 9784000047791)
- 1983 Against the tranquility of axioms
- 1983 Sumba and the slave trade
- 1985 Exemplars, Berkeley: University of California Press, ISBN 0520052005
- 1987 Counterpoints
- 1987 Mamboru, history and structure in a domain of Northwestern Sumba.